# Broyes (Oise)
Broyes é uma comuna francesa na região administrativa de Altos da França, no departamento de Oise. Estende-se por uma área de 4,8 km². Em 2010 a comuna tinha 164 habitantes (densidade: 34,2 hab./km²).